# Appellations historiques des isotopes
Aux premiers temps des recherches sur la radioactivité, les isotopes découverts étaient parfois compris ou nommés comme des éléments différents, et désignés par une appellation inspirée de leur « ancêtre » radioactif. Les découvertes des années 1900 et 1910 ont ainsi donné lieu à une série d'appellations historiques pour des isotopes se trouvant dans les grandes chaînes de désintégration.

## Les premiers temps
L'existence de certains éléments a été postulée avant leur découverte dès que Mendeleiev a pu classer les éléments existants dans la table périodique des éléments en 1869 et y a constaté des lacunes apparentes. Ainsi l'élément en dessous du césium dans la table périodique était-il provisoirement dénommé eka-césium avant sa découverte effective dans les années 1930 : il s'agit du francium.

## Les trois chaînes de désintégration

### Série du thorium
Le thorium 232 est abondant sur Terre et possède une demi-vie supérieure à l'âge de celle-ci. Il se désintègre naturellement suivant la chaîne de désintégration{\displaystyle \mathrm {{}_{\ 90}^{232}Th{\xrightarrow[{1,4\times 10^{10}\ a}]{\alpha }}{}_{\ 88}^{228}Ra{\xrightarrow[{5,7\ a}]{\beta ^{-}\ }}{}_{\ 89}^{228}Ac{\xrightarrow[{6,1\ h}]{\beta ^{-}\ }}{}_{\ 90}^{228}Th{\xrightarrow[{1,9\ a}]{\alpha }}{}_{\ 88}^{224}Ra{\xrightarrow[{3,6\ j}]{\alpha }}{}_{\ 86}^{220}Rn{\xrightarrow[{56\ s}]{\alpha }}{}_{\ 84}^{216}Po{\xrightarrow[{0,15\ s}]{\alpha }}{}_{\ 82}^{212}Pb{\xrightarrow[{10,6\ h}]{\beta ^{-}\ }}{}_{\ 83}^{212}Bi{\begin{Bmatrix}{{\xrightarrow[{1\ h}]{64\%\beta ^{-}\ }}{}_{\ 84}^{212}Po{\xrightarrow[{0,3\ \mu s}]{\alpha }}}\\{{\xrightarrow[{1\ h}]{36\%\alpha }}{}_{\ 81}^{208}Tl{\xrightarrow[{3\ min}]{\beta ^{-}\ }}}\end{Bmatrix}}{}_{\ 82}^{208}Pb} }
L'isotope du thorium naturel le plus abondant se désintègre en thorium plus radioactif par deux étapes, d'où les noms historiques des premiers éléments de la chaîne, les isotopes dits « mésothorium » se trouvant entre les deux isotopes du thorium :
232Th (thorium) → 228Ra (mésothorium 1) → 228Ac (mésothorium 2) → 228Th (radio-thorium) 
Les autres isotopes sont nommés d'après leur place vis-à-vis du 224Ra, appelé thorium X. L'isotope du radon, 220Rn est un cas à part, s'agissant d'un gaz il était appelé « émanation du thorium », ou « thoron », de symbole Tn.
224Ra (thorium X) → 220Rn (thoron) → 216Po (thorium A) → 212Pb (thorium B) → 212Bi (thorium C)  → 212Po (thorium C') / 208Tl (thorium C") → 208Pb (thorium D)

### Série du radium
La « tête » de la chaîne de désintégration est l'uranium 238, relativement abondant sur Terre en raison de sa longue demi-vie (4,5 milliards d'années), mais il a plusieurs descendants à longue demi-vie que l'on peut isoler. Le dernier dont la demi-vie dépasse le siècle est le radium 226, d'une demi-vie de 1600 ans. Dans cette série, le thorium 230 fut appelé brièvement « ionium » avant que l'on ne réalise qu'il s'agissait de thorium.
{\displaystyle \mathrm {{}_{\ 92}^{238}U{\xrightarrow[{4,5\times 10^{9}\ a}]{\alpha }}{}_{\ 90}^{234}Th{\xrightarrow[{24\ j}]{\beta ^{-}\ }}{}_{\ 91}^{234m}Pa{\xrightarrow[{1,2\ min}]{\beta ^{-}\ }}{}_{\ 92}^{234}U{\xrightarrow[{2,5\times 10^{5}\ a}]{\alpha }}{}_{\ 90}^{230}Th{\xrightarrow[{7,7\times 10^{4}\ a}]{\alpha }}{}_{\ 88}^{226}Ra{\xrightarrow[{1600\ a}]{\alpha }}{}_{\ 86}^{222}Rn} }
238U (uranium I)  → 234Th (uranium X1) → 234Pa (uranium Z) /  234mPa (uranium X2 ou brevium) → 234U (uranium II) → 230Th (ionium) → 226Ra
Les éléments les plus radioactifs sont d'autant plus difficile à isoler qu'ils ont une demi-vie courte, ils ne sont donc identifiables que par leur radioactivité. Ils ont d'abord été nommés par leur ancêtre radioactif le plus facilement isolable. Le radon (Rn) est encore un cas à part : il fut longtemps appelé « émanation de radium » (radium emanation, d'où le nom abrégé radon) ou simplement «émanation». L'isotope 222Rn reçu un temps l'appellation «Niton», du latin nitens, brillant, avant que l'IUPAC ne se décide pour « radon » en 1923. Cet isotope étant très majoritaire dans la nature, l'élément finit par recevoir le nom de cet isotope
226Ra → 222Rn (émanation) → 218Po (radium A) → 214Pb (radium B) → 214Bi (radium C) → 214Po (radium C') → 210Pb (radium D ou radioplomb) → 210Bi (radium E) → 210Po (radium F) → 206Pb (radium G)
Le 214Po et le 210Tl sont tous les deux isotopes-fils du 214Bi à demi-vie très courte (moins de deux minutes) d'où leurs appellations de radium C' et radium C", mais le 210Tl est le résultat d'une voie de désintégration minoritaire. Le radium D avait pu être isolé en raison de sa demi-vie comparativement longue (plus de 20 ans), et ses propriétés chimiques analogues au plomb (c'est l'isotope plomb 210) lui ont valu à l'époque l'appellation de radioplomb. 
{\displaystyle {}_{\ 83}^{214}Bi_{(RaC)}{\begin{cases}{\xrightarrow {99,97\%}}{}_{\ 84}^{214}Po_{(RaC')}\\{\xrightarrow {0,021\%}}{}_{\ 81}^{210}Tl_{(RaC'')}\end{cases}}}
Le 206Tl est lui aussi le descendant à demi-vie courte (4 minutes) d'une voie très minoritaire de désintégration du 210Bi (« radium E »), d'où son appellation de radium E" par analogie avec le 210Tl, alors que le 210Po, à demi-vie plus longue et descendant presque exclusif du 210Bi, a reçu l'appellation radium F.
{\displaystyle {}_{\ 83}^{210}Bi_{(RaE)}{\begin{cases}{\xrightarrow {}}_{\ 84}^{210}Po_{(RaF)}{\xrightarrow[{138\ j}]{}}^{206}Pb\\{\xrightarrow {1,32\times 10^{-4}\%}}{}_{\ 81}^{206}Tl_{(RaE'')}\end{cases}}}

### Série de l'actinium
L'actinium 227 fait partie de la chaîne de désintégration de l'uranium 235, le troisième et dernier isotope radioactif primordial à demi-vie très longue (700 millions d'années) naturellement présent sur Terre en quantités appréciables. 
{\displaystyle \mathrm {{}_{\ 92}^{235}U{\xrightarrow[{7\times 10^{8}\ a}]{\alpha }}{}_{\ 90}^{231}Th{\xrightarrow[{25\ h}]{\beta ^{-}\ }}{}_{\ 91}^{231}Pa{\xrightarrow[{3,3\times 10^{4}\ a}]{\alpha }}{}_{\ 89}^{227}Ac{\begin{Bmatrix}{{\xrightarrow[{22\ a}]{98,6\%\beta ^{-}\ }}{}_{\ 90}^{227}Th{\xrightarrow[{19\ j}]{\alpha }}}\\{{\xrightarrow[{22\ a}]{1,4\%\alpha }}{}_{\ 87}^{223}Fr{\xrightarrow[{21,8\ min}]{\beta ^{-}\ }}}\end{Bmatrix}}{}_{\ 88}^{223}Ra{\xrightarrow[{11\ j}]{\alpha }}{}_{\ 86}^{219}Rn{\xrightarrow[{4\ s}]{\alpha }}{}_{\ 84}^{215}Po{\xrightarrow[{1,8\ ms}]{\alpha }}{}_{\ 82}^{211}Pb{\xrightarrow[{36\ min}]{\beta ^{-}\ }}{}_{\ 83}^{211}Bi{\begin{Bmatrix}{{\xrightarrow[{2,1\ min}]{99,7\%\alpha }}{}_{\ 81}^{207}Tl{\xrightarrow[{4,8\ min}]{\beta ^{-}\ }}}\\{{\xrightarrow[{2,1\ min}]{0,3\%\beta ^{-}\ }}{}_{\ 84}^{211}Po{\xrightarrow[{0,5\ s}]{\alpha }}}\end{Bmatrix}}{}_{\ 82}^{207}Pb} }
L'uranium 235 est plus rare et plus radioactif que l'uranium 238, alors que son descendant l'actinium 227 est l'isotope le plus abondant de cet élément (actinium vient du grec ἀκτῖνος, « rayon lumineux »). Les membres de cette chaîne de désintégration ont donc essentiellement reçu des noms issus de cet élément : l'uranium 235 était appelé « actino-uranium ». 
235U (actino-uranium) → 231Th (uranium Y) → 231Pa (proto-actinium) → 227Ac (actinium)
Les cas du radium et du radon sont à nouveau à part : le radium est nommé en « X » (comme dans la série du thorium), et le gaz est nommé émanation de l'actinium, ou « actinon », de symbole An.
227Ac → 227Th (radioactinium) → 223Ra (actinium X) → 219Rn (actinon) → 215Po (actinium A) → 211Pb (actinium B) → 211Bi (actinium C) → 211Po (actinium C') /  207Tl (actinium C") → 207Pb (actinium D)
Bien que 207Tl fasse ici partie de la voie majoritaire, il est nommé«  actinium C" » par analogie avec 208Tl (thorium C") et 210Tl (radium C"), l'isotope du polonium héritant de l'appellation en C'. Le francium 223, descendant minoritaire de l'actinium 227, était appelé«  actinium K » et a été formellement identifié comme étant l'eka-césium qui manquait alors à la classification périodique.

### Tableau
| Série du thorium | Série du thorium  | Série du thorium                  | Série du thorium                  | Série du radium | Série du radium           | Série du radium              | Série du radium              | Série de l'actinium | Série de l'actinium   | Série de l'actinium                | Série de l'actinium                |
| Symbole actuel   | Symbole actuel    | Nom historique (symbole)          | Nom historique (symbole)          | Symbole actuel  | Symbole actuel            | Nom historique (symbole)     | Nom historique (symbole)     | Symbole actuel      | Symbole actuel        | Nom historique (symbole)           | Nom historique (symbole)           |
| ---------------- | ----------------- | --------------------------------- | --------------------------------- | --------------- | ------------------------- | ---------------------------- | ---------------------------- | ------------------- | --------------------- | ---------------------------------- | ---------------------------------- |
|                  |                   |                                   |                                   | 238U            | 238U                      | Uranium 1 (UI)               | Uranium 1 (UI)               | 235U                | 235U                  | Actino-uranium (AcU)               | Actino-uranium (AcU)               |
| 232Th            | 232Th             | Thorium (Th)                      | Thorium (Th)                      | 234Th           | 234Th                     | Uranium X1 (UX1)             | Uranium X1 (UX1)             | 231Th               | 231Th                 | Uranium Y (UY)                     | Uranium Y (UY)                     |
| 228Ra            | 228Ra             | Mésothorium 1 (MsTh1)             | Mésothorium 1 (MsTh1)             | 234mPa          | Uranium X2 (UX2), Brevium | 234Pa                        | Uranium Z (UZ)               | 231Pa               | 231Pa                 | Protactinium , Proto-actinium      | Protactinium , Proto-actinium      |
| 228Ac            | 228Ac             | Mésothorium 2 (MsTh2)             | Mésothorium 2 (MsTh2)             | 234U            | 234U                      | Uranium 2 (UII)              | Uranium 2 (UII)              | 227Ac               | 227Ac                 | Actinium (Ac)                      | Actinium (Ac)                      |
| 228Th            | 228Th             | Radio-thorium (RdTh)              | Radio-thorium (RdTh)              | 230Th           | 230Th                     | Ionium (Io)                  | Ionium (Io)                  | 227Th               | Radio-actinium (RdAc) | 223Fr                              | Actinium K (AcK), Eka-césium       |
| 224Ra            | 224Ra             | Thorium X (ThX)                   | Thorium X (ThX)                   | 226Ra           | 226Ra                     | Radium (Ra)                  | Radium (Ra)                  | 223Ra               | 223Ra                 | Actinium X (AcX)                   | Actinium X (AcX)                   |
| 220Rn            | 220Rn             | Thoron (Tn), émanation de thorium | Thoron (Tn), émanation de thorium | 222Rn           | 222Rn                     | Radon (Rn), Niton, émanation | Radon (Rn), Niton, émanation | 219Rn               | 219Rn                 | Actinon (An), émanation d'actinium | Actinon (An), émanation d'actinium |
| 216Po            | 216Po             | Thorium A (ThA)                   | Thorium A (ThA)                   | 218Po           | 218Po                     | Radium A (RaA)               | Radium A (RaA)               | 215Po               | 215Po                 | Actinium A (AcA)                   | Actinium A (AcA)                   |
| 212Pb            | 212Pb             | Thorium B (ThB)                   | Thorium B (ThB)                   | 214Pb           | 214Pb                     | Radium B (RaB)               | Radium B (RaB)               | 211Pb               | 211Pb                 | Actinium B (AcB)                   | Actinium B (AcB)                   |
| 212Bi            | 212Bi             | Thorium C (ThC)                   | Thorium C (ThC)                   | 214Bi           | 214Bi                     | Radium C (RaC)               | Radium C (RaC)               | 211Bi               | 211Bi                 | Actinium C (AcC)                   | Actinium C (AcC)                   |
| 212Po            | Thorium C' (ThC') | 208Tl                             | Thorium C" (ThC")                 | 214Po           | Radium C' (RaC')          | 210Tl                        | Radium C" (RaC")             | 211Po               | Actinium C' (AcC')    | 207Tl                              | Actinium C" (AcC")                 |
| 208Pb            | 208Pb             | Thorium D (ThD)                   | Thorium D (ThD)                   | 210Pb           | 210Pb                     | Radium D (RaD) Radioplomb    | Radium D (RaD) Radioplomb    | 207Pb               | 207Pb                 | Actinium D (AcD)                   | Actinium D (AcD)                   |
|                  |                   |                                   |                                   | 210Bi           | 210Bi                     | Radium E (RaE)               | Radium E (RaE)               |                     |                       |                                    |                                    |
| 210Po            | Radium F (RaF)    | 206Tl                             | Radium E" (RaE")                  |                 |                           |                              |                              |                     |                       |                                    |                                    |
| 206Pb            | 206Pb             | Radium G (RaG)                    | Radium G (RaG)                    |                 |                           |                              |                              |                     |                       |                                    |                                    |

Les isotopes majoritaires ayant donné leur nom à l'élément sont indiqués en gras. Toutes les voies de désintégration ne sont pas représentées - uniquement celles ayant donné lieu à une appellation historique.

## Obsolescence des appellations historiques
Le concept d'isotope est formulé en 1912 par Frederick Soddy ; cette idée que des atomes de mêmes propriétés chimiques mais de propriétés nucléaires différentes puissent appartenir au même élément lui vaut le prix Nobel de chimie en 1921. Depuis que les différents isotopes sont nommés systématiquement d'après le nom de leur élément suivi de leur nombre de masse, les noms historiques sont tombés en désuétude. On les retrouve cependant encore dans l'industrie nucléaire, où ils se font de plus en plus rares, ou dans les documents historiques.